# Balta spuria
Balta spuria är en kackerlacksart som först beskrevs av Brunner von Wattenwyl 1865.  Balta spuria ingår i släktet Balta och familjen småkackerlackor. Inga underarter finns listade.

## Bildgalleri

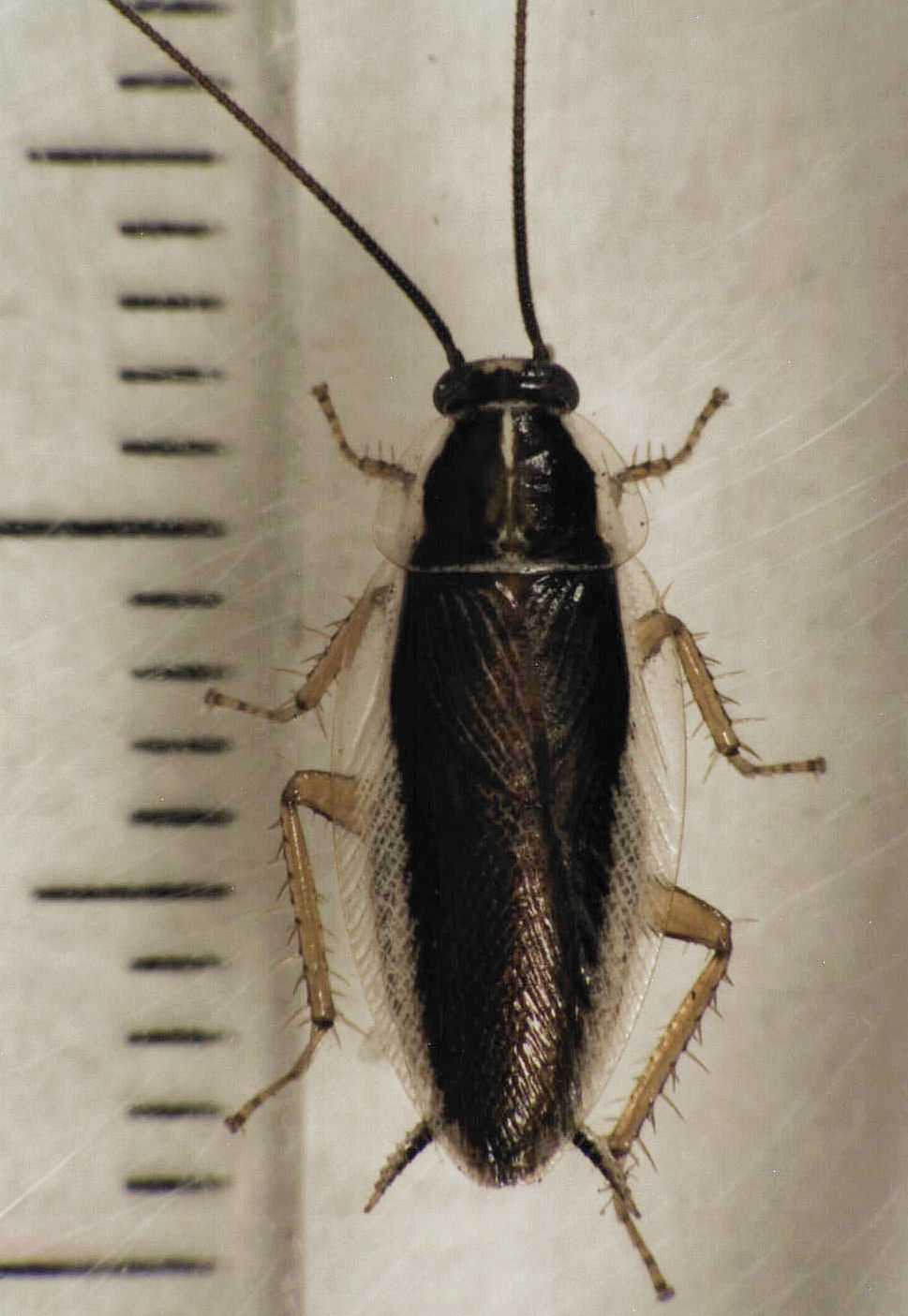
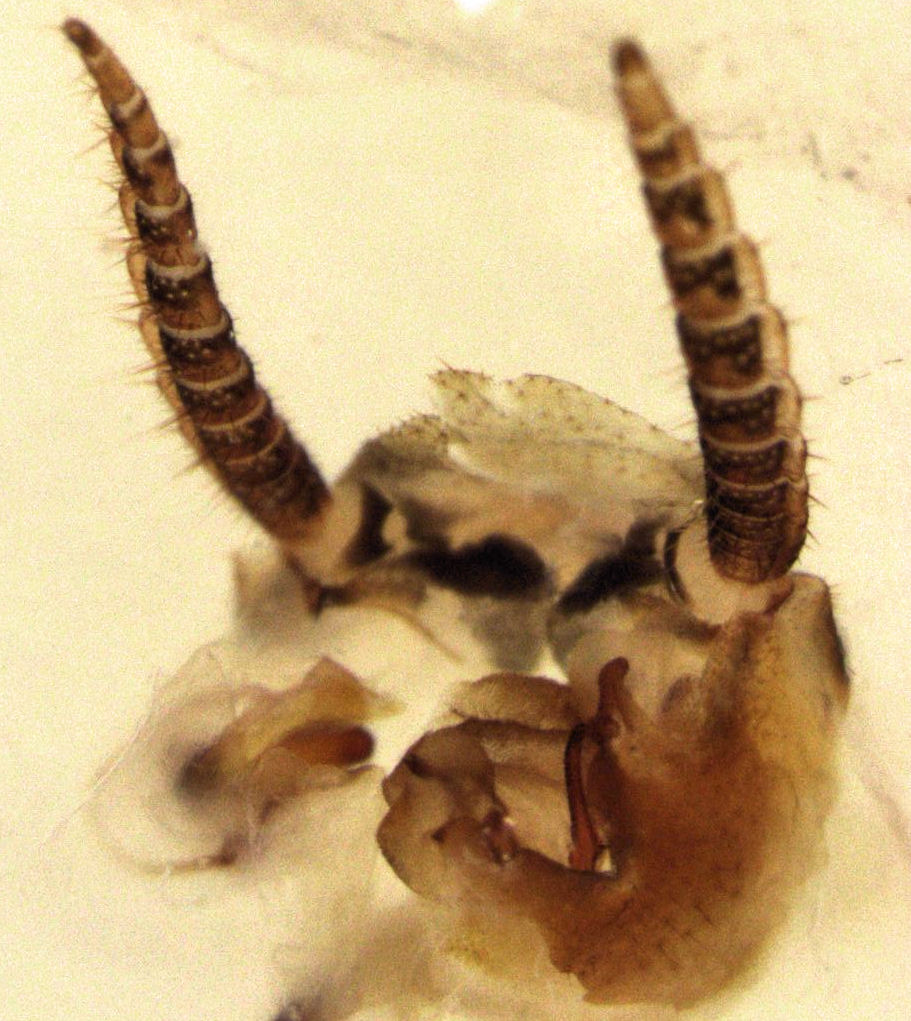
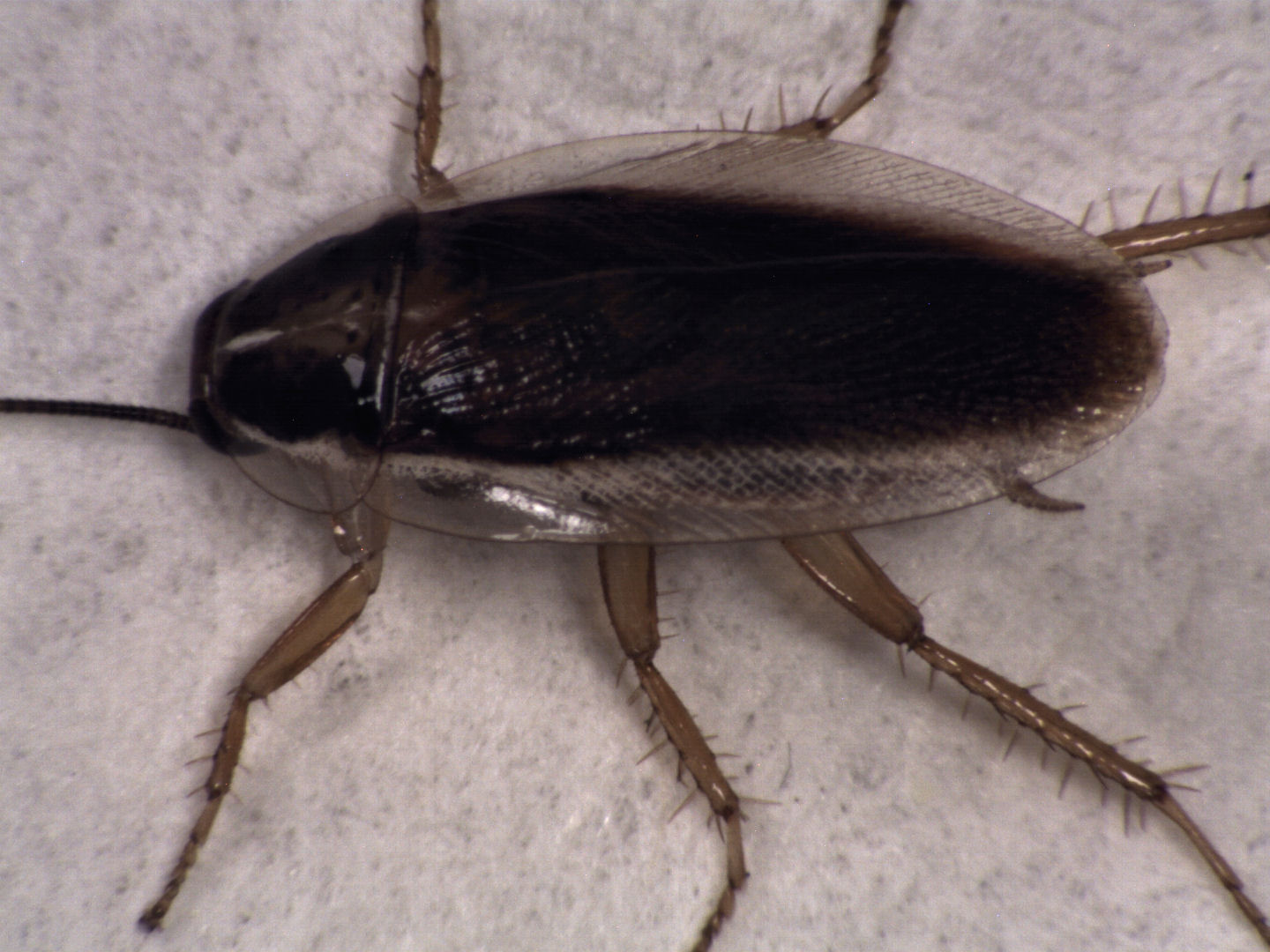